# Ак-Масджед (Резваншагр)
Ак-Масджед (перс. اق مسجد) — село в Ірані, у дегестані Їлакі-є-Арде, у бахші Паре-Сар, шагрестані Резваншагр остану Ґілян. За даними перепису 2006 року, його населення становило 224 особи, що проживали у складі 52 сімей.

## Клімат
Середня річна температура становить 11,26 °C, середня максимальна – 26,39 °C, а середня мінімальна – -4,27 °C. Середня річна кількість опадів – 434 мм.
| Клімат поселення                              | Клімат поселення | Клімат поселення | Клімат поселення | Клімат поселення | Клімат поселення | Клімат поселення | Клімат поселення | Клімат поселення | Клімат поселення | Клімат поселення | Клімат поселення | Клімат поселення | Клімат поселення |
| Показник                                      | Січ.             | Лют.             | Бер.             | Квіт.            | Трав.            | Черв.            | Лип.             | Серп.            | Вер.             | Жовт.            | Лист.            | Груд.            |                  |
| Середній максимум, °C                         | 8,16             | 7,80             | 9,80             | 14,83            | 20,03            | 24,54            | 26,39            | 26,06            | 21,70            | 18,82            | 12,41            | 8,65             |                  |
| Середня температура, °C                       | 2,12             | 1,76             | 3,74             | 8,79             | 13,98            | 18,51            | 21,76            | 21,43            | 17,05            | 14,18            | 7,78             | 4,01             |                  |
| Середній мінімум, °C                          | −3,92            | −4,27            | −2,3             | 2,75             | 7,94             | 12,48            | 17,12            | 16,78            | 12,43            | 9,56             | 3,14             | −0,63            |                  |
| Норма опадів, мм                              | 36               | 34               | 53               | 56               | 41               | 19               | 12               | 15               | 31               | 47               | 41               | 49               |                  |
| Середньомісячна швидкість вітру, м/с          | 2.10             | 2.49             | 2.51             | 2.64             | 2.25             | 2.16             | 2.41             | 2.25             | 1.91             | 1.94             | 2.05             | 1.93             |                  |
| Середньомісячна сонячна радіація, кДж/м²·день | 7220             | 9730             | 11966            | 16126            | 20072            | 22935            | 23563            | 20143            | 16897            | 11917            | 8860             | 6871             |                  |
| --------------------------------------------- | ---------------- | ---------------- | ---------------- | ---------------- | ---------------- | ---------------- | ---------------- | ---------------- | ---------------- | ---------------- | ---------------- | ---------------- | ---------------- |
| Джерело:                                      |                  |                  |                  |                  |                  |                  |                  |                  |                  |                  |                  |                  |                  |